# Société des Avions Marcel Bloch

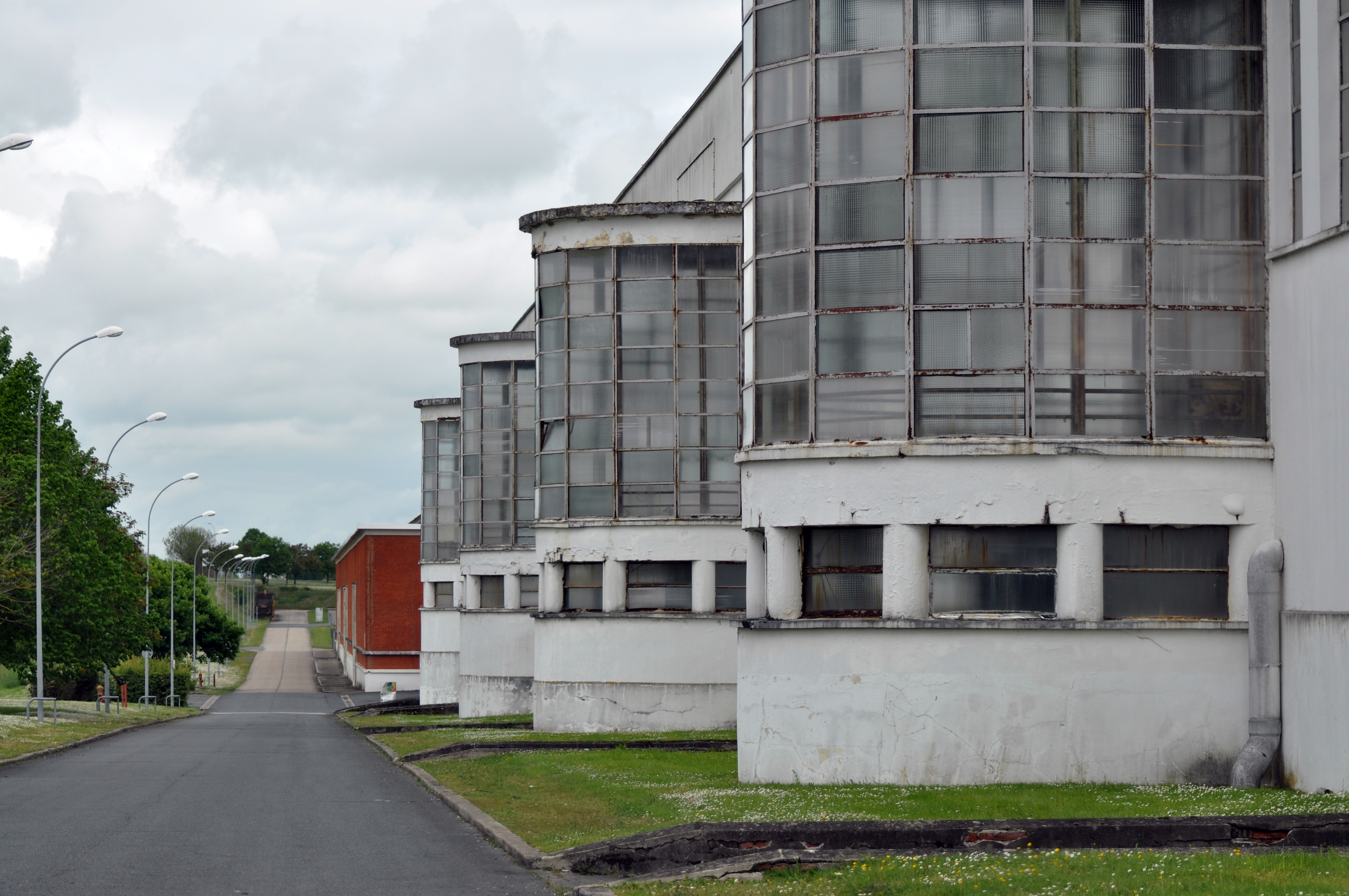
Antiga fábrica de Marcel BLOCH, 1936.

Société des Avions Marcel Bloch foi uma empresa aeroespacial francesa que posteriormente mudou seu nome para Dassault Aviation, após a Segunda guerra mundial.
Foi fundada por Marcel Bloch.

## Modelos

### Militares
- MB.80 & MB.81 1932
- MB.200, 1933
- MB.210 & MB.211, 1934
- MB.130, 1935
- MB.211, 1935
- MB.131, 1936
- MB.150 & MB.157, 1937
- MB.133, 1937
- MB.134, 1937
- MB.170 & MB.176, 1938
- MB.500, 1938
- MB.135, 1939
- MB.480, 1939
- MB.162, 1940
- MB.700, 1941
- MB.800, 1947

### Civis
- MB.60 & MB.61, 1930
- MB.90 & MB.92 1932
- MB.120, 1932
- MB.220 - 1935